# カティーナ・パクシヌー
カティーナ・パクシヌー（Katina Paxinou, 1900年12月17日 - 1973年2月22日）は、ギリシャのピレウス出身の女優である。カティナ・パクシノウとも表記される。

## 経歴
1900年にギリシャ王国のピレウスで生まれ、オペラ歌手としての訓練を受けた。
1928年に初舞台を踏み、1930年代初頭にギリシャ国立劇場（当時は王立劇場）の創設メンバーとなる。第二次世界大戦が始まるとイギリスに渡り、その後、アメリカ合衆国でブロードウェイの舞台に立つ。
1943年のサム・ウッド監督の映画『誰が為に鐘は鳴る』で映画デビュー、同作の演技で第16回アカデミー賞助演女優賞および第1回ゴールデングローブ賞助演女優賞を受賞する。その後、数本のハリウッド映画に出演した後に、1950年代の初頭には活動の中心をギリシャに戻す。
1973年にガンで死去。

## 主な出演作品
| 公開年 | 邦題 原題                                | 役名                         |
| ------ | ---------------------------------------- | ---------------------------- |
| 1943   | 誰が為に鐘は鳴る For Whom the Bell Tolls | ピラー                       |
| 1945   | 密使 Confidential Agent                  | メランデス夫人               |
| 1949   | 狐の王子 Prince of Foxes                 | モナ・コンスタンツァ・ゾッポ |
| 1955   | 秘められた過去 Mr. Arkadin               | ソフィー                     |
| 1959   | 奇蹟 The Miracle                         |                              |
| 1960   | 若者のすべて Rocco e i suoi Fratelli     | ロザリア                     |
| 1968   | 若草の萌えるころ Tante Zita              | ジタおばさん                 |

## 受賞歴
- 第16回アカデミー賞（1944年） アカデミー助演女優賞：『誰が為に鐘は鳴る』
- 第1回ゴールデングローブ賞（1944年） 助演女優賞：『誰が為に鐘は鳴る』
- 第9回ニューヨーク映画批評家協会賞（1943年、これのみノミネート） 主演女優賞：『誰が為に鐘は鳴る』